# Bonloc
Bonloc is een gemeente in het Franse departement Pyrénées-Atlantiques (regio Nouvelle-Aquitaine) en telt 284 inwoners (1999). De plaats maakt deel uit van het arrondissement Bayonne.

## Geografie
De oppervlakte van Bonloc bedraagt 1,0 km², de bevolkingsdichtheid is 284,0 inwoners per km².
De onderstaande kaart toont de ligging van Bonloc met de belangrijkste infrastructuur en aangrenzende gemeenten.

## Demografie
De figuur toont het verloop van het inwonertal (bron: INSEE-tellingen).